# Физика графена
Физические свойства графена проистекают из электронных свойств атомов углерода и поэтому часто имеют нечто общее с остальными аллотропными модификациями углерода, которые были известны до него, такими как графит, алмаз, углеродные нанотрубки. Конечно, схожести больше с графитом, так как он состоит из графеновых слоёв, но без новых уникальных физических явлений и исследований других материалов и наработок физических методов анализа и теоретических подходов графен не привлёк бы специалистов из таких разных дисциплин как физика, химия, биология и физика элементарных частиц.

## Кристаллическая решётка
| |  |
| Рис. 1. Слева. Изображение гексагональной решётки графена. Жёлтым цветом показана элементарная ячейка. На красной окружности расположены ближайшие к центральному атомы решётки с векторами: {\displaystyle {\vec {u}}_{1},\,{\vec {u}}_{2},\,{\vec {u}}_{3}}. Красные и синие круги соответствуют различным подрешёткам кристалла. {\displaystyle ({\vec {a}}_{1},\,{\vec {a}}_{2})} — базис решётки. Этот базис нельзя выбрать однозначным образом, поэтому в литературе встречаются несколько вариантов. Справа. Первая зона Бриллюэна выделена жёлтым с векторами обратной решётки {\displaystyle ({\vec {b}}_{1},\,{\vec {b}}_{2}).} Показаны точки высокой симметрии Γ, Μ, Κ, Κ'. |  |

Кристаллическая решётка графена (см. рис. 1) состоит из правильных шестиугольников и её можно представить как аналог пчелиных сот, что эквивалентно двумерной гексагональной решётке с атомами углерода расположенными в узлах кристалла. В элементарной ячейке кристалла находятся два типа атомов, обозначенные A и B. Каждый из этих атомов при сдвиге на вектора трансляций (любой вектор вида {\displaystyle {\vec {r}}_{n,m}=m{\vec {a}}_{1}+n{\vec {a}}_{2}}, где m и n — любые целые числа) образует треугольную подрешётку из эквивалентных ему атомов, то есть свойства кристалла независимы от точек наблюдения, расположенных в эквивалентных узлах кристалла. На рисунке 1 представлены две подрешётки атомов, закрашенные разными цветами: синим и красным. Например, красный атом четырёхвалентного углерода связан ковалентно с тремя соседними синими атомами углерода, расположенными в плоскости, поэтому угол между связями составляет 120°, а четвёртый электрон делокализован по всему кристаллу. Такая конфигурация 2s и двух 2p атомных орбиталей называется sp²-гибридизацией. Четвёртый электрон занимает |2pz> состояние, — эта орбиталь ориентирована перпендикулярно плоскости графена. Именно эти электроны отвечают за уникальные электронные свойства графена и формируют π-зону.
Расстояние между ближайшими атомами углерода в шестиугольниках, обозначенное a, составляет 0,142 нм. Это расстояние занимает промежуточное место между двойной связью (длина С=С 0.135 нм) и одинарной (длина С-С 0.147 нм). Постоянную решётки (a0) можно получить из геометрических соображений: она равна {\displaystyle a_{0}={\sqrt {3}}a}, то есть 0,246 нм. Площадь элементарной ячейки составляет 0,051 нм² и концентрация атомов 3,9×1015 см−2. Если определить за начало координат точку, соответствующую узлу кристаллической решётки (подрешётка A), из которой начинаются векторы элементарных трансляций {\displaystyle {\vec {a}}_{1},\,{\vec {a}}_{2}} с длиной векторов, равной a0 и ввести двумерную декартову систему координат в плоскости графена с осью ординат, направленной вверх, и осью абсцисс, направленной по вдоль вектора {\displaystyle -{\vec {u}}_{3}}, то тогда координаты базисных векторов, запишутся в виде:
| {\displaystyle {\vec {a}}_{1}={\frac {a}{2}}[3,{\sqrt {3}}],\,{\vec {a}}_{2}={\frac {a}{2}}[3,-{\sqrt {3}}],} | (1.1) |

а соответствующие им векторы обратной решётки:
| {\displaystyle {\vec {b}}_{1}={\frac {2\pi }{3a}}[1,{\sqrt {3}}],\,{\vec {b}}_{2}={\frac {2\pi }{3a}}[1,-{\sqrt {3}}].} | (1.2) |

В декартовых координатах положение ближайших к узлу подрешётки A (все атомы которой на рисунке 3 показаны красным) в начале координат атомов из подрешётки B (показаны соответственно синим цветом) задаётся в виде:
| {\displaystyle {\vec {u}}_{1}={\frac {a}{2}}[1,{\sqrt {3}}],\,{\vec {u}}_{2}={\frac {a}{2}}[1,-{\sqrt {3}}],\,{\vec {u}}_{3}=a[-1,0].} | (1.3) |

Для гексагональной решётки известно, что её обратная решётка тоже будет гексагональной. Динамика электронов в кристалле определяется первой зоной Бриллюэна, которая является шестиугольником. Можно выделить несколько точек высокой симметрии в этой зоне, а именно Γ — в центре зоны Бриллюэна, и несколько точек на краях зоны Μ — седловая точка или особенность ван Хова, Κ, Κ' — дираковские точки с координатами
{\displaystyle {\vec {K}}'=\left({\frac {2\pi }{3a}},{\frac {2\pi }{3{\sqrt {3}}a}}\right),\,{\vec {K}}=\left({\frac {2\pi }{3a}},-{\frac {2\pi }{3{\sqrt {3}}a}}\right),\,{\vec {M}}=\left({\frac {2\pi }{3a}},0\right).}
Экспериментально кристаллическую структуру графена наблюдали с помощью просвечивающего электронного микроскопа. Наблюдения с атомарным разрешением показали высокое качество плёнок графена полученных методом механического расщепления. Альтернативный способ визуализации с использованием сканирующей туннельной микроскопии позволил исследовать не только кристаллическую структуру, но и электронный спектр графена. Используя атомно-силовой микроскоп, возможно получить изображение графена в прямом пространстве, а в ультра-высоком вакууме дифракция медленных электронов позволяет получать информацию о качестве кристалла в обратном пространстве при росте графена во время термического разложения карбида кремния.

## Зонная структура

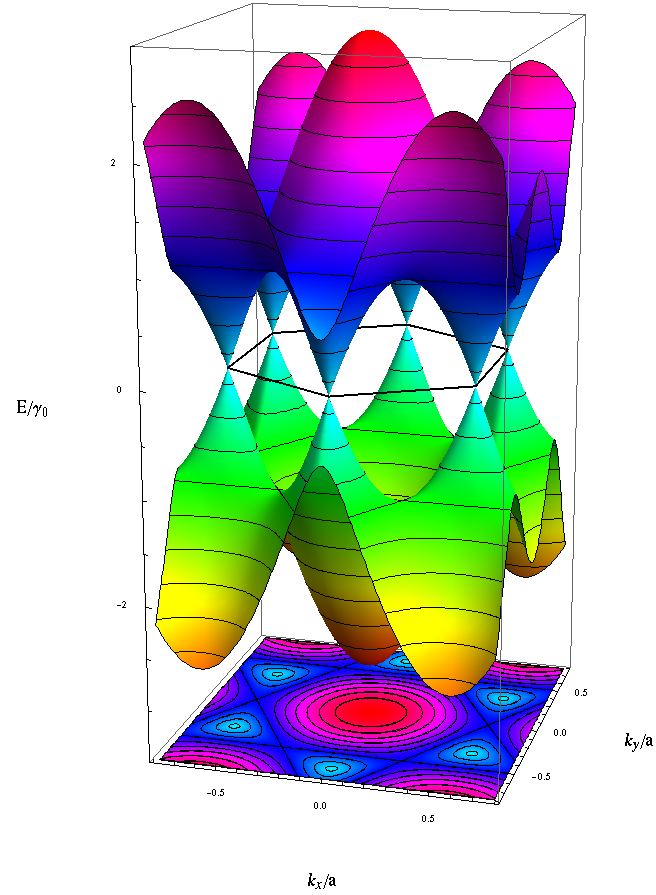
Зонная структура графена.

Зонная структура графена впервые рассчитана в статье в приближении сильно связанных электронов. На внешней оболочке атома углерода находится 4 электрона, три из которых образуют связи с соседними атомами в решётке при перекрывании sp²-гибридизированных орбиталей, а оставшийся электрон находится в состоянии |2pz> (именно это состояние отвечает в графите за образование межплоскостных связей). В приближении сильно связанных электронов полная волновая функция всех электронов кристалла записывается в виде суммы волновых функций электронов из разных подрешёток с учётом только ближайших соседей.
{\displaystyle \psi ^{c,v}({\vec {k}})=U_{1k}({\vec {r}})+\lambda U_{2k}({\vec {r}})}
где коэффициент λ — некий неизвестный (вариационный) параметр, который определяется из минимума энергии.
Волновые функции электронов подрешёток имеют вид:
{\displaystyle U_{ik}({\vec {r}})=C\sum _{{\vec {r}}_{n,m}}\exp {\left[i{\vec {k}}\cdot ({\vec {r}}_{n,m}+{\vec {\tau }}_{i})\right]}\phi _{z}({\vec {r}}-{\vec {r}}_{n,m}-{\vec {\tau }}_{i}),\,i=1,2,}
где C отвечает за нормировку полной волновой функции, {\displaystyle {\vec {k}}} — двумерный волновой вектор, {\displaystyle {\vec {r}}_{n,m}} вектор трансляций, пробегающий по всем элементарным ячейкам кристалла, {\displaystyle {\vec {\tau }}_{1},\,{\vec {\tau }}_{2}} — вектора, направленные на два атома из подрешёток A и B в элементарной ячейке.
В приближении сильно связанных электронов интеграл перекрытия между соседними атомами ({\displaystyle \gamma _{0}}), то есть сила взаимодействия, быстро спадает на межатомных расстояниях и следующие за ближайшими атомы можно не учитывать. Другими словами — взаимодействие волновой функции центрального атома с волновыми функциями атомов, расположенных на красной окружности (см. рис. 3), вносит основной вклад в формирование зонной структуры графена, изображённой на рисунке 2.
{\displaystyle E^{c,v}=\pm \gamma _{0}|g({\vec {k}})|}
{\displaystyle \psi ^{c,v}({\vec {k}})={\frac {1}{\sqrt {2}}}\left(U_{1k}\mp {\frac {g^{*}({\vec {k}})}{|g({\vec {k}})|}}U_{2k}\right)}
где
{\displaystyle g({\vec {k}})=\exp {(i{\vec {k}}\cdot {\vec {u}}_{1})}+\exp {(i{\vec {k}}\cdot {\vec {u}}_{2})}+\exp {(i{\vec {k}}\cdot {\vec {u}}_{3})}}
Индексы c и v относятся к π*-зоне (зоне проводимости) и π-зоне (валентной зоне). Ноль энергии выбран в центре зоны для нелегированного графена. Уровень Ферми разделяет полностью заполненную электронами валентную зону с отрицательными энергиями от полностью свободной зоны проводимости с положительными энергиями при нуле температуры. Сама точка с энергией ноль называется дираковской точкой или точкой электронейтральности. Уровень Ферми пересекает особые точки зонной диаграммы {\displaystyle K} и {\displaystyle K'}, где валентная и проводимости зоны соприкасаются. Это происходит из-за того, что количество 2pz электронов в кристалле равно половине доступных состояний с учётом вырождения по спину. Около этих точек зонная диаграмма графена приобретает вид конусов. Благодаря такому виду закона дисперсии квазичастицы в графене при низких энергиях подчиняются уравнению Дирака, а не уравнению Шрёдингера. Так как {\displaystyle K} и {\displaystyle K'} расположены на краю зоны Бриллюэна, волновой вектор {\displaystyle K} имеет амплитуду сравнимую с вектором обратной решётки. Несмотря на это в низкоэнергетическом приближении вблизи дираковских точек можно разложить полный волновой вектор на два, а именно {\displaystyle {\vec {k}}={\vec {K}}+{\vec {\kappa }}}, где малый вектор {\displaystyle {\vec {\kappa }}} это отклонение полного волнового вектора от дираковской точки {\displaystyle K}. Дираковские точки {\displaystyle K} и {\displaystyle K'} образуют две независимые долины, движение в которых разнонаправленно. Наличие двух долин приводит к дополнительному двукратному вырождению спектра. Если пренебречь процессами перехода электронов между долинами, то рассеяние квазичастиц происходит только вблизи уровня Ферми и наличие второй долины просто добавляет коэффициент 2 к току, поэтому часто вторая долина игнорируется в расчётах. Это приближение теряет смысл при снятии долинного вырождения.
Зонная структура двумерного графена является первым шагом к расчёту зонной структуры трёхмерного кристалла графита. Накладывая периодические граничные условия по выбранному направлению можно получить закон дисперсии для одномерных нанотрубок. Вводя дополнительно пентагоны вместо шестиугольников, получают дискретный спект нульмерных фуллеренов.
Фотоэлектронная спектроскопия с угловым разрешением — прямой способ измерить зонную структуру материала, что и было сделано для графена выращенного на карбиде кремния. Было продемонстрировано согласие теоретических предсказаний, наличие линейного спектра и измеренных свойств материала.

## Уравнение Дирака

Изолинии постоянной энергии (формула (2.4)). Жирный чёрный шестиугольник — первая зона Бриллюэна. Показаны также красные окружности на краях первой зоны Бриллюэна, где закон дисперсии носителей линеен. и обозначают две долины в -пространстве с неэквивалентными волновыми векторами

Из уравнения (2.4) следует, что вблизи точек соприкосновения валентной зоны и зоны проводимости ({\displaystyle K} и {\displaystyle K'}) закон дисперсии для носителей (электронов) в графене представляется в виде:
{\displaystyle E=\hbar v_{F}\kappa ,}
где {\displaystyle v_{F}} — скорость Ферми (экспериментальное значение {\displaystyle v_{F}} =106 м/с, то есть в 300 раз меньше скорости света в вакууме и формально электроны нерелятивистские по определению специальной теории относительности), {\displaystyle \kappa =|{\vec {\kappa }}|} — модуль волнового вектора в двумерном пространстве с компонентами (κx, κy) отсчитанного от K или K' точек Дирака, {\displaystyle \hbar } — редуцированная постоянная Планка. Такого рода спектром обладает фотон, поэтому говорят, что квазичастицы (электроны и дырки, энергия для последних выражается формулой {\displaystyle E=-\hbar v_{F}\kappa }) в графене обладают нулевой эффективной массой. Скорость Ферми {\displaystyle v_{F}} играет роль «эффективной» скорости света. Хотя Филип Уоллес (англ. P. R. Wallace) в 1947 году первым вывел закон дисперсии для графена написали уравнение Дирака для носителей тока другие исследователи в 1984. Здесь также следует обратить внимание на тот факт, что появление линейного закона дисперсии при рассмотрении гексагональной решётки не является уникальной особенностью для данного типа кристаллической структуры, а может появляться и при существенном искажении решётки вплоть до квадратной решётки. Наличие одинаковых атомов в двух подрешётках графена делает конический спектр защищённым благодаря симметрии: возмущения, инвариантные относительно одновременного действия инверсии времени и пространственной инверсии, не могут привести к образованию щели в спектре, но если симметрия между подрешётками нарушена, то в этом случае отсутствие пространственной инверсии приведёт к возникновению запрещённой зоны.
Уравнение Дирака, линейный закон дисперсии и наличие двух долин следует напрямую из уравнения Шрёдингера для графена, зонной структуры при малых энергиях электронов. Новые квазичастицы возникающие при этом предельном переходе описываются двумерным уравнением Дирака для безмассовых частиц (состоит из четырёх дифференциальных уравнений первого порядка), причём спин электрона не учтённый в уравнении Шрёдингера не входит и в уравнение Дирака. Но это уравнение обладает аналогичной характеристикой, называемой псевдоспином, связанной физически с наличием двух подрешёток (рис. 1) в кристаллической структуре графена. В качестве античастиц в отличие от трёхмерного уравнения Дирака в графене появляются дырки, хотя в основном уравнении их не было. Область применимости этого приближения описывается условием {\displaystyle |E|\ll \gamma _{0}}.
Обычно спин электрона не принимают во внимание (когда отсутствуют сильные магнитные поля или пренебрегают спин-орбитальным взаимодействием), и гамильтониан уравнения Дирака записывается в виде:
{\displaystyle {\hat {H}}^{0}=-i\hbar v_{F}\left({\begin{array}{cc}{\vec {\sigma }}\cdot {\vec {\nabla }}&0\\0&{\vec {\sigma }}^{*}\cdot {\vec {\nabla }}\\\end{array}}\right)=-i\hbar v_{F}\left({\begin{array}{cccc}0&\nabla _{x}-i\nabla _{y}&0&0\\\nabla _{x}+i\nabla _{y}&0&0&0\\0&0&0&\nabla _{x}+i\nabla _{y}\\0&0&\nabla _{x}-i\nabla _{y}&0\\\end{array}}\right),}
где {\displaystyle {\vec {\sigma }}=(\mathbf {\sigma } _{x},\mathbf {\sigma } _{y})} — вектор-строка, состоящий из матриц Паули. Этот гамильтониан описывает свободные квазичастицы в графене и чтобы добавить в него потенциал, нужно провести формальный переход от точного уравнения Шрёдингера с потенциалом к низкоэнергетичному приближению. Для слабых (по сравнению с {\displaystyle \gamma _{0}}) и медленно меняющихся на расстоянии a такой переход сделать легко, а для дефектов кристаллической структуры таких как границы кристалла и точечные дефекты нужно исходить из точного уравнения для нахождения правильного вида уравнения Дирака. Применимость уравнения Дирака можно расширить если разложить точный гамильтониан кристалла не до первого порядка малости (соответствует уравнению Дирака), а до второго порядка по {\displaystyle {\vec {\kappa }}}, что приведёт к значительному усложнению задачи, но позволит учесть треугольную деформацию конического закона дисперсии (рис. 3.), это приближение применяется для исследования слабой локализации в графене и оптике. Для кулоновского потенциала возникают определённые сложности связанные с расходимостью потенциала при малых расстояниях если примесь находится вблизи от решётки. Уравнение Дирака не применимо для исследования оптических свойств когда энергия квантов сравнима с {\displaystyle \gamma _{0}}.

## Спиноры
Волновая функция для гамильтониана имеет вид столбца:
{\displaystyle \Psi =\left({\begin{array}{c}\psi _{KA}\\\psi _{KB}\\\psi _{K'A}\\\psi _{K'B}\\\end{array}}\right),}
где индексы соответствуют подрешёткам кристалла в прямом пространстве: A и B, а также долинам в обратном пространстве: {\displaystyle K} и {\displaystyle K'}. Гамильтониан для {\displaystyle K} долины можно записать кратко
{\displaystyle {\hat {H}}_{K}^{0}=-i\hbar v_{F}{\vec {\sigma }}\cdot {\vec {\nabla }}.}
Этот двумерный гамильтониан аналог уравнения Дирака для безмассовых частиц, за исключением скорости света, в качестве которой выступает скорость Ферми. Из трёхмерного уравнения Дирака следует существование ферми-частиц, то есть частиц обладающих полуцелым спином. В графене из формально подобного уравнения следует существование характеристики названной псевдоспин, которая имеет отношение только к распределению электронной плотности между подрешётками кристалла. Таким образом состояние псевдоспин вверх означает подрешётку A, а псевдоспин вниз — подрешётку B. Для двух долин в k-пространстве вводят характеристику изоспин, и электроны конечно имеют внутреннюю степень свободы: спин (не отражённую в этом гамильтониане для графена).
Решения для свободных частиц для долин {\displaystyle K} и {\displaystyle K'} имеют различный вид для положительной энергии (электроны) и отрицательной энергии (дырки):
{\displaystyle \psi _{K}^{e,h}({\vec {\kappa }})=\left({\begin{array}{c}\psi _{KA}\\\psi _{KB}\\\end{array}}\right)={\frac {1}{\sqrt {2}}}\left({\begin{array}{c}\exp(-i\phi _{\vec {\kappa }}/2)\\\pm \exp(i\phi _{\vec {\kappa }}/2)\\\end{array}}\right),\,\psi _{K'}^{e,h}({\vec {\kappa }})=\left({\begin{array}{c}\psi _{K'A}\\\psi _{K'B}\\\end{array}}\right)={\frac {1}{\sqrt {2}}}\left({\begin{array}{c}\exp(i\phi _{\vec {\kappa }}/2)\\\pm \exp(-i\phi _{\vec {\kappa }}/2)\\\end{array}}\right).}
Здесь {\displaystyle \phi _{\vec {\kappa }}=\arctan(\kappa _{y}/\kappa _{x})} — полярный угол волнового вектора.
Полный гамильтониан можно представить в более симметричной форме:
{\displaystyle {\hat {H}}^{0}=-i\hbar v_{F}\tau _{0}\otimes {\vec {\sigma }}\cdot {\vec {\nabla }},}
где единичная матрица τ0 действует на индексы долин. Тогда спинор имеет вид:
{\displaystyle \Psi =\left({\begin{array}{c}\psi _{KA}\\\psi _{KB}\\\psi _{K'B}\\-\psi _{K'A}\\\end{array}}\right).}

## Киральность
У трёхмерного уравнения Дирака для нейтрино (безмассовых частиц), существует сохраняющаяся величина имеющая смысл проекции спина на направление движения — величина, называемая спиральностью в квантовой электродинамике. В графене существует аналог, называемый киральностью (или хиральностью) и обозначающий проекцию псевдоспина на направление движения:
{\displaystyle {\hat {h}}\psi ^{e,h}={\frac {{\vec {\kappa }}\cdot {\vec {\sigma }}}{\kappa }}\psi ^{e,h}=\pm \psi ^{e,h},}
где для электронов киральность положительна, а для дырок — отрицательна. Матрицы Паули здесь не имеют отношения к спину электрона, а отражают вклад двух подрешёток в формирование двухкомпонентной волновой функции частицы. Матрицы Паули являются операторами псевдоспина по аналогии со спином электрона. Так как оператор киральности {\displaystyle {\hat {h}}} коммутирует с гамильтонианом, то киральность сохраняется, что в графене приводит к такому явлению, как парадокс Клейна. В квантовой механике с этим явлением связано нетривиальное поведение коэффициента прохождения релятивистской частицей потенциальных барьеров, высота которых больше, чем удвоенная энергия покоя частицы. Частица более легко преодолевает более высокий барьер. В графене можно построить в задаче о преодолении потенциального барьера при нормальном падении не происходит отражения.

## Плотность состояний и концентрация
Линейный закон дисперсии приводит к линейной зависимости плотности состояний от энергии, в отличие от обычных двумерных систем с параболическим законом дисперсии, где плотность состояний не зависит от энергии. Плотность состояний в графене задаётся стандартным способом
{\displaystyle N=g_{s}g_{v}\int {\frac {dk_{x}dk_{y}}{(2\pi )^{2}}}=g_{s}g_{v}\int {\frac {2\pi kdk}{(2\pi )^{2}}}=\int {{\frac {g_{s}g_{v}|E|}{2\pi \hbar ^{2}v_{F}^{2}}}dE},\qquad (3.3)}
где выражение под интегралом и есть искомая плотность состояний (на единицу площади):
{\displaystyle \nu (E)={\frac {g_{s}g_{v}}{2\pi \hbar ^{2}v_{F}^{2}}}|E|,\qquad (3.4)}
где {\displaystyle g_{s}} и {\displaystyle g_{v}} — спиновое и долинное вырождение соответственно, а модуль энергии появляется, чтобы описать электроны и дырки одной формулой. Отсюда видно, что при нулевой энергии плотность состояний равна нулю, то есть отсутствуют носители (при нулевой температуре).
Концентрация электронов задаётся интегралом по энергии
{\displaystyle n=\int \limits _{0}^{\infty }{\frac {\nu (E)dE}{1+\exp {\left({\frac {E-E_{F}}{kT}}\right)}}},\qquad (3.5)}
где {\displaystyle E_{F}} — уровень Ферми. Если температура мала по сравнению с уровнем Ферми, то можно ограничиться случаем вырожденного электронного газа
{\displaystyle n=\int \limits _{0}^{E_{F}}{\frac {g_{s}g_{v}EdE}{2\pi \hbar ^{2}v_{F}^{2}}}={\frac {g_{s}g_{v}}{2\pi \hbar ^{2}v_{F}^{2}}}{\frac {E_{F}^{2}}{2}}.\qquad (3.6)}

## Сравнение свойств графена и ДЕГ
| Физическая величина         | Графен | Источники | Двумерная система                                                                   | Источники | Примечания |
| --------------------------- | --- | --------- | ----------------------------------------------------------------------------------- | --------- | --- |
| Закон дисперсии             | {\displaystyle \varepsilon =\pm \hbar v_{F}\|\mathbf {k} \|} | [ 22 ]    | {\displaystyle \varepsilon ={\frac {\hbar ^{2}\mathbf {k} ^{2}}{2m^{*}}}}           | [ 23 ]    | {\displaystyle \hbar } — редуцированная постоянная Планка, {\displaystyle v_{F}} — скорость Ферми (106 м/с), {\displaystyle \mathbf {k} } — волновой вектор, {\displaystyle m^{*}} — эффективная масса. |
| Плотность состояний         | {\displaystyle g_{2D}(\varepsilon _{F})={\frac {g_{s}g_{v}\|\varepsilon _{F}\|}{2\pi \hbar ^{2}v_{F}^{2}}}} | [ 25 ]    | {\displaystyle g_{2D}(\varepsilon _{F})={\frac {g_{s}g_{v}m^{*}}{2\pi \hbar ^{2}}}} | [ 25 ]    | {\displaystyle g_{s}} — кратность спинового вырождения, {\displaystyle g_{v}} — кратность долинного вырождения.                                                                                         |
| Фермиевский волновой вектор | {\displaystyle k_{F}={\sqrt {\frac {4\pi n}{g_{s}g_{v}}}}={\sqrt {\pi n}}} | [ 26 ]    | {\displaystyle k_{F}={\sqrt {\frac {4\pi n}{g_{s}g_{v}}}}}                          | [ 26 ]    | {\displaystyle n} — концентрация носителей заряда. |
| Энергия Ферми               | {\displaystyle E_{F}=\hbar v_{F}{\sqrt {\frac {4\pi n}{g_{s}g_{v}}}}} | [ 25 ]    | {\displaystyle E_{F}={\frac {2\pi \hbar ^{2}n}{g_{s}g_{v}m^{*}}}}                   | [ 25 ]    | |
| Скорость Ферми              | {\displaystyle v_{F}=v_{F}} | [ 24 ]    | {\displaystyle v_{F}={\frac {\hbar k_{F}}{m^{*}}}}                                  |           | |
| Концентрация                | {\displaystyle n={\frac {g_{s}g_{v}}{2\pi \hbar ^{2}v_{F}^{2}}}{\frac {\varepsilon _{F}^{2}}{2}}} |           | {\displaystyle n={\frac {g_{s}g_{v}m^{*}}{2\pi \hbar ^{2}}}\varepsilon _{F}}        |           | |
| Гамильтониан                | {\displaystyle H_{0}=-i\hbar v\left({\begin{array}{cccc}0&\nabla _{x}-i\nabla _{y}&0&0\\\nabla _{x}+i\nabla _{y}&0&0&0\\0&0&0&\nabla _{x}+i\nabla _{y}\\0&0&\nabla _{x}-i\nabla _{y}&0\\\end{array}}\right)} |           | {\displaystyle H_{0}=-\hbar ^{2}{\frac {\nabla _{x}^{2}+\nabla _{y}^{2}}{2m^{*}}}}  |           | |
| Циклотронная масса          | {\displaystyle m_{c}=\left({\frac {h^{2}n}{4\pi v_{F}^{2}}}\right)^{1/2}} |           | {\displaystyle m_{c}=m^{*}}                                                         |           | |
| Уровни Ландау               | {\displaystyle E_{N}=\operatorname {sgn} {(N)}v_{F}{\sqrt {2e\hbar B\|N\|}},\quad N=0\,,\pm 1\,,\pm 2\,\dots } | [ 27 ]    | {\displaystyle E_{N}=\hbar {\frac {eB}{m^{*}}}\left(N+{\frac {1}{2}}\right)}        | [ 27 ]    | {\displaystyle \operatorname {sgn} {(N)}} — знак N-го уровня Ландау. |
| Квантовый эффект Холла      | {\displaystyle \sigma _{xy}=\pm (\|N\|+1/2){\frac {4e^{2}}{h}}} |           |                                                                                     |           | |
| Слабая локализация          | {\displaystyle \Delta \sigma (B)={\frac {e^{2}}{\pi h}}\left(F\left({\frac {\tau _{B}^{-1}}{\tau _{\phi }^{-1}}}\right)-F\left({\frac {\tau _{B}^{-1}}{\tau _{\phi }^{-1}+\tau _{i}^{-1}}}\right)-2F\left({\frac {\tau _{B}^{-1}}{\tau _{\phi }^{-1}+\tau _{i}^{-1}+\tau _{*}^{-1}}}\right)\right),} {\displaystyle F(z)=\ln z+\psi (1/2+1/z)}, {\displaystyle \psi (z)},{\displaystyle \tau _{B}^{-1}=4eDB/\hbar },{\displaystyle \tau _{\phi }^{-1}},{\displaystyle \tau _{*}^{-1}=\tau _{i}^{-1}+\tau _{w}^{-1}} |           |                                                                                     |           | |